# Storia del Belgio

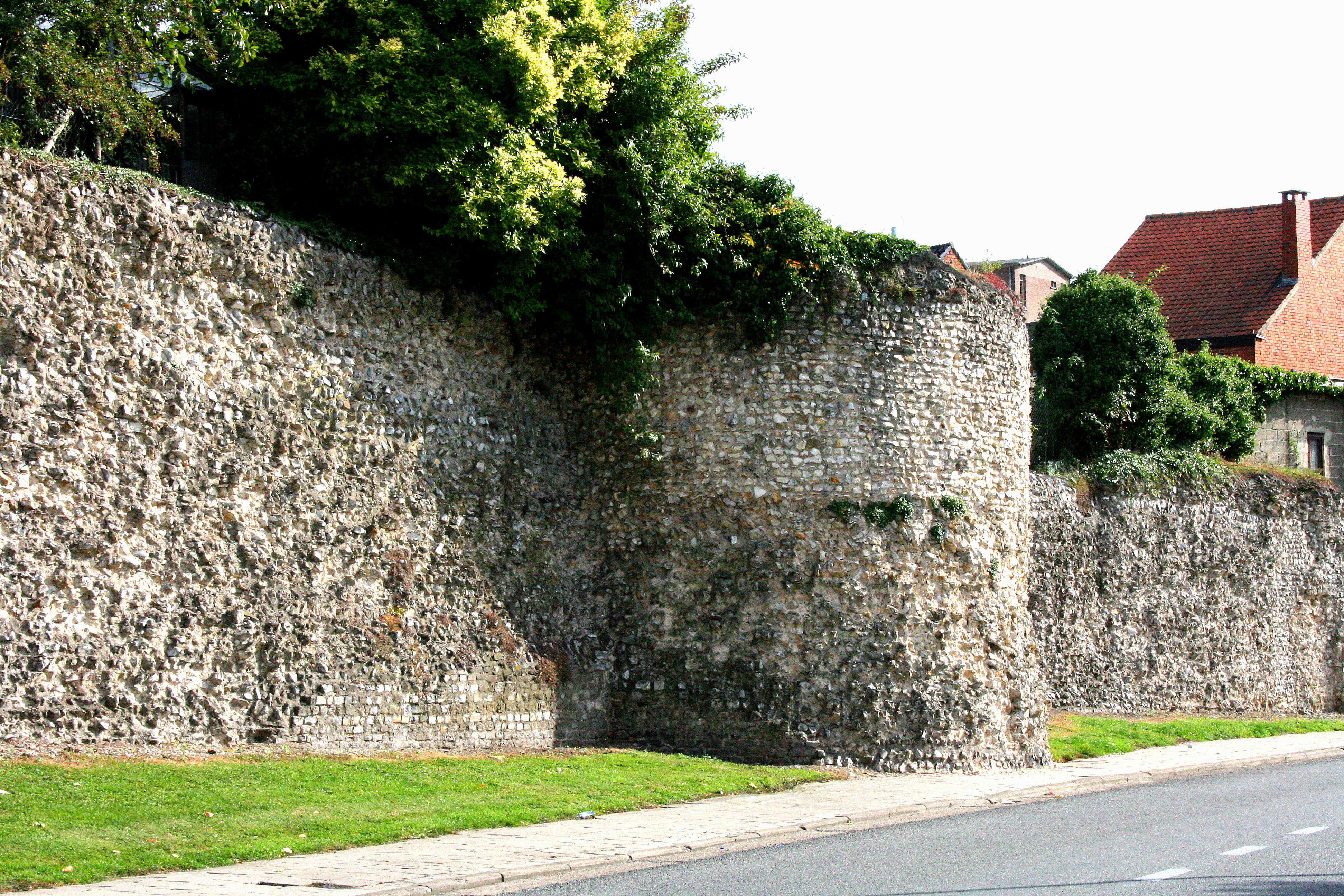
Mura romane superstiti a Tongeren, antica Atuatuca Tongrorum

Questa voce tratta la storia dello stato europeo del Belgio.

## Cronologia storica
- 58 - 51 a.C.: Giulio Cesare conquista il territorio dell'attuale Belgio, che verrà eretto a provincia della Gallia Belgica.
- IV - V secolo d.C.: Invasione del Nord del Paese e della Fiandra da parte delle tribù germaniche dei Franchi Sali e dei Ripuari.
- VI secolo: Il Belgio è annesso all'Austrasia.
- 843: Con il trattato di Verdun il territorio viene diviso in due e ripartito fra i figli di Ludovico il Pio: il fiume Schelda diventa la frontiera che separa il territorio assegnato a Carlo il Calvo (Fiandra) da quello assegnato a Lotario (Lotaringia).
- 864 - 1127: La dinastia fondata da Baldovino I Braccio di Ferro, sposo della figlia di Carlo il Calvo, governa la Fiandra, divenuta contea, fino alla morte di Carlo il Buono, ultimo discendente.
- 870: Trattato di Meerssen: la Lotaringia passa al Regno di Germania.
- 1076 - 1122: In bassa Lotaringia si formano vari principati indipendenti, fra i quali il ducato di Brabante e la contea di Hainaut.
- 1226: Il trattato di Melun regola i rapporti fra i conti di Fiandra e i re di Francia.
- XIV - XV secolo: La contea di Fiandra passa alla casa di Borgogna, che riunisce sotto il suo dominio vari territori a cavallo della frontiera tra il regno di Francia e il Sacro Romano Impero:  l'attuale Benelux, la Franca Contea oltre al ducato di Borgogna. Il duca Filippo il Buono di Borgogna istituisce il Gran Consiglio Ambulante (1455) e gli Stati Generali (1463).
- 1477: Maria di Borgogna, figlia del duca di Borgogna Carlo il Temerario, sposa Massimiliano d'Asburgo portando in dote i cosiddetti Paesi Bassi (Belgio compreso) che passano sotto il governo degli Asburgo (1482).
- 1548: Riconoscimento dello Stato dei Paesi Bassi formato da 17 province.
- 1555: L'imperatore Carlo V abdica e lascia i Paesi Bassi al figlio Filippo II re di Spagna. Dominazione spagnola.
- 1567: Inizio delle rivolte nazionalistiche contro gli Spagnoli, motivate dalle lotte interne fra protestanti e cattolici.
- 1579: Con l'Unione di Utrecht le province settentrionali protestanti diventano indipendenti con il nome di Province Unite, mentre quelle meridionali cattoliche, con l'Unione di Arras, favoriscono il protrarsi dell'occupazione spagnola che durerà fino al trattato di Utrecht (1713), che le restituisce alla casa d'Austria.
- 1648: Con la pace di Vestfalia le Province Unite ottengono il Brabante settentrionale, la Fiandra zelandese e Maastricht. La chiusura della Schelda alla navigazione provoca la decadenza economica di Anversa che era stata un grande centro commerciale.
- 1789: Con la rivoluzione brabantina le province meridionali sono liberate dalla dominazione austriaca e proclamano l'indipendenza degli Stati Belgi Uniti (1790).
- 1794 - 1814: Conquista del Belgio da parte dei Francesi e sua annessione all'impero napoleonico.
- 1814: La caduta dell'impero napoleonico provoca la creazione di un Regno dei Paesi Bassi (ex Province Unite, Paesi Bassi belgi, ex principato di Liegi) governato da Guglielmo I d'Orange (1815).
- 1830: Proclamazione dell'indipendenza del Belgio, che diviene una monarchia costituzionale ed ereditaria retta da Leopoldo I di Sassonia Coburgo (1831 - 1865).
- 1865 - 1909: Regno di Leopoldo II: è costituita l'Associazione Internazionale Africana, che segna l'inizio dello sfruttamento razzista e colonialista dell'Africa centrale, e del colonialismo belga, sancito dalla Conferenza di Berlino nel 1885 che affida a Leopoldo II la sovranità personale sul neonato Stato Libero del Congo. La sovranità coloniale sul Congo viene trasferita allo stato belga nel 1908.
- 1909 - 1934: Regno di Alberto I: occupazione tedesca del paese nonostante la dichiarata neutralità e l'accanita resistenza del re e dell'esercito durante la prima guerra mondiale.
- 1930: Viene sancito il bilinguismo (francese e fiammingo) con la creazione di due regioni linguistiche: cresce il nazionalismo fiammingo.
- 1934 - 1951: Regno di Leopoldo III.
- 1940 - 1944: Occupazione tedesca del Belgio, al termine della Campagna di Francia, durante la seconda guerra mondiale; Leopoldo III ordina la resa e si consegna prigioniero ai Tedeschi, il parlamento lo dichiara incapace di regnare.
- 1945: Leopoldo III è costretto all'esilio dall'ostilità dei sudditi per il suo comportamento durante l'occupazione tedesca.
- 1946 - 1949: Il presidente del consiglio Paul-Henri Spaak, socialdemocratico, dà un forte contributo alla creazione delle istituzioni comunitarie europee.
- 1950: referendum sul ritorno sul trono del re Leopoldo III in esilio.
- 1951: Leopoldo III abdica in favore del figlio Baldovino.
- 1951-1993: Regno di Baldovino.
- 1960: Concessione dell'indipendenza al Congo.
- 1980: Approvata una legge che accorda poteri autonomi alle Fiandre, alla Vallonia e alla regione di Bruxelles.
- 1985: Elezioni anticipate (13 ottobre): rafforzamento della coalizione di centrodestra guidata da Wilfrid Martens, al governo dal 1979.
- 1992: Il democristiano Jean-Luc Dehaene succede a Martens alla testa del governo di centrosinistra.
- 1993: Trasformazione del Belgio in stato federale (febbraio). Muore Baldovino, gli succede il fratello Alberto II (agosto).
- 2010-2011: il Belgio, per 541 giorni, non ha un governo in carica. A dicembre, la lunga crisi si risolve con la nomina a premier del vallone socialista di origini italiane Elio Di Rupo.
- 2013: Alberto II abdica in favore di suo figlio Filippo, che diventa il settimo re dei Belgi.
- 2016: attentati terroristici all'aeroporto di Bruxelles-National e nella metropolitana della capitale.

## Prima dell'indipendenza

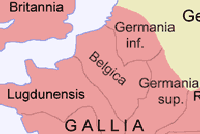
Provincia romana della Gallia Belgica

I primi segni dell'attività dell'età del Bronzo in Belgio sono datati attorno al 1750 a.C. Dal 500 a.C. alcune tribù celtiche si insediarono nella regione e iniziarono a commerciare con il mondo mediterraneo. Dal 150 a.C. iniziarono ad essere usate le prime monete. I primi abitanti della zona furono i belgae, i quali occupavano una vasta area dell'Europa celtica. L'arrivo delle prime tribù germaniche nella regione viene citata nel De bello Gallico di Gaio Giulio Cesare.
Nel 51 a.C. il Belgio venne conquistato dalle legioni di Giulio Cesare, entrando a far parte dell'Impero Romano. Come provincia romana, la Gallia Belgica, il Belgio iniziò a prosperare. La Gallia Belgica era molto più estesa dell'attuale Belgio e comprendeva città come Nemetacum (Arras), Divodurum (Metz), Bagacum (Bavay), Aduatuca (Tongeren), Durocorturum (Reims). A nord-est della Gallia Belgica, si trovava il territorio romano inquadrato nella Germania Inferior.
Dopo la caduta dell'Impero Romano, le tribù germaniche iniziarono ad invadere le Gallie. Uno di questi popoli, i franchi, riuscì a instaurare un nuovo regno sotto la dinastia dei Merovingi. Clodoveo I fu il re più conosciuto della dinastia merovingia, il quale ebbe un dominio che comprendeva l'attuale Francia settentrionale e il Belgio. Clodoveo si convertì al cristianesimo. Molti letterati cristiani, la maggior parte dei quali monaci irlandesi, iniziarono a predicare il Vangelo dando avvio a un'ondata di conversioni. La dinastia merovingia durò relativamente poco e nell'Ottavo secolo venne sostituita dalla dinastia Carolingia. Dopo il contenimento dei Mori a Poitiers da parte di Carlo Martello (732), Carlo Magno riuscì a mettere sotto il suo dominio gran parte dell'Europa cristiana e venne incoronato, nel giorno di Natale dell'800, imperatore d'occidente da Papa Leone III. Nell'891 Arnolfo di Carinzia riuscì a sconfiggere i vichinghi nei pressi di Lovanio.
I territori del dominio franco vennero divisi e riuniti per diverse volte nel corso dell'Alto medioevo, ma in sostanza furono spartiti tra Regno di Francia e Sacro Romano Impero. Nel corso del Basso medioevo le parti della Contea delle Fiandre che si estendevano ad ovest dello Schelda passarono sotto il dominio del Regno di Francia, mentre il resto del territorio restò sotto il controllo, almeno nominale, del Sacro Romano Impero. Nel corso del tempo il Sacro Romano Impero perdette il controllo effettivo del territorio dell'attuale Belgio, così si formarono alcuni staterelli indipendenti tra loro tra cui la Contea delle Fiandre, il Marchesato di Namur, il Ducato di Brabante, la Contea di Hainaut, il Ducato di Limburg, il Lussemburgo e il Principato vescovile di Liegi. Tra l'Undicesimo e il Dodicesimo secolo fiorì nella regione l'arte mosana.

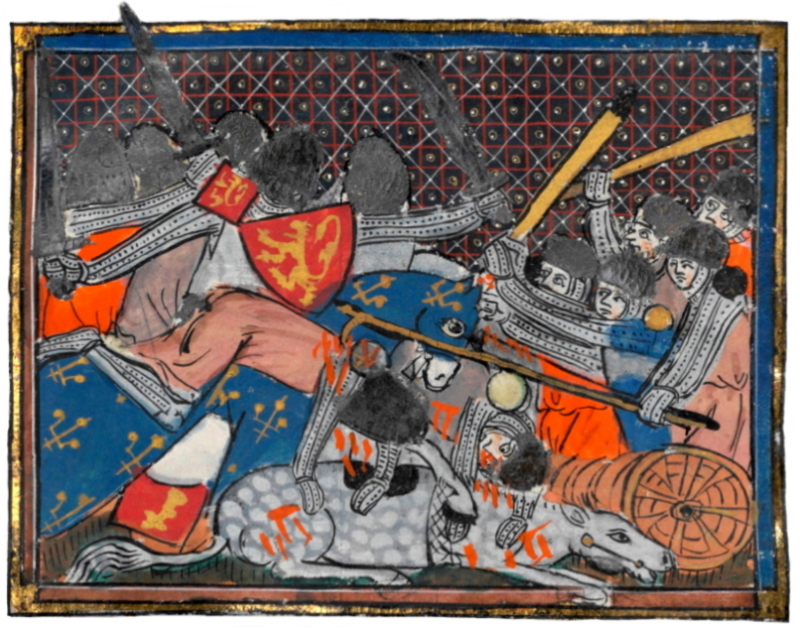
Illustrazione del XIV secolo raffigurante la Battaglia degli speroni d'oro

Nel Due-Trecento molte città, tra cui Ypres, Anversa e Bruges riuscirono a ottenere l'indipendenza e iniziarono a prosperare. Nel 1302 ebbe luogo a Courtrai la Battaglia degli speroni d'oro che oppose il Re di Francia Filippo IV il Bello contro le milizie delle città fiamminghe ribellatesi al dominio del re francese. Nel 1433 la maggior parte del territorio belga e lussemburghese, come pure quello dei Paesi Bassi, entrò a far parte dei domini del Duca di Borgogna Filippo il Buono e dei suoi discendenti.
Quando Maria di Borgogna si sposò con Massimiliano d'Asburgo, i domini della casa di Borgogna entrarono a far parte del dominio asburgico; il loro figlio Filippo si sposò con Giovanna di Spagna, figlia a sua volta di Ferdinando d'Aragona e Isabella di Castiglia. Dall'unione tra Filippo e Giovanna, Felix Austria, nacque Carlo V d'Asburgo, nipote di Maria di Borgogna, il quale ereditò una serie di domini in tutta Europa. Nel Quattro-Cinquecento, alcune città belghe, come Anversa, Bruxelles, Ypres, Bruges e Gent diventarono tra le città più prospere d'Europa.
Con la Prammatica sanzione del 1549, emanata da Carlo V, le diciassette province dei Paesi Bassi venivano riconosciute come entità separate dal Regno di Francia e dal Sacro Romano Impero. Verso la metà del Cinquecento le province settentrionali dei Paesi Bassi diventarono di religione protestante, mentre quelle meridionali restarono di fede cattolica. Nel 1555 a Bruxelles Carlo V abdicò in favore del figlio Filippo. Dopo l'ascesa al trono di Filippo II, il re spagnolo tentò di estirpare la religione protestante nei Paesi Bassi, dando così inizio alla Guerra degli ottant'anni. Con la caduta di Anversa del 1585 la Spagna riuscì a reimpossessarsi delle province meridionali. Nel 1581 le province settentrionali pronunciarono l'Atto di abiura. Le sette province del Nord, guidate da Olanda e Zelanda, si costituirono in province indipendenti con il nome di Repubblica delle Sette Province Unite dopo il 1581, mentre i Paesi Bassi del Sud vennero riconquistati dal generale Alessandro Farnese, per lungo tempo al servizio della Spagna come comandante dell'Armata delle Fiandre e in seguito duca di Parma e Piacenza.
Con la Pace di Vestfalia la Spagna riconobbe l'indipendenza delle Province Unite, ma riuscì a conservare il possesso sulle province meridionali, che corrispondevano all'attuale Belgio. Anversa nel Seicento restò una delle maggiori città commerciali d'Europa. Dopo che Filippo II diede in moglie sua figlia Isabella all'arciduca Alberto d'Austria, nominandolo governatore generale a Bruxelles, ebbe luogo il cosiddetto "governo degli arciduchi"; i Paesi Bassi del Sud passarono definitivamente all'Austria a seguito della guerra di successione spagnola all'inizio del XVIII secolo. Dopo il Trattato di Utrecht del 1713, gli attuali territori del Belgio e del Lussemburgo, eccettuato il Principato vescovile di Liegi, passarono quindi sotto il dominio degli Asburgo d'Austria. Sotto il governo austriaco, le province difesero i loro antichi privilegi, opponendosi all'imperatore riformatore Giuseppe II d'Asburgo-Lorena come avevano fatto con Filippo II di Spagna quasi due secoli prima, e portando a un'ulteriore ribellione negli anni 1789-1790.

Il Belgio interamente inglobato nella Prima Repubblica francese.

Con lo scoppio della Rivoluzione francese nel 1789 i Paesi Bassi austriaci dichiararono la loro indipendenza, ma vennero rioccupati l'anno successivo dalle truppe asburgiche.

### Periodo napoleonico
Le truppe della Francia rivoluzionaria invasero i Paesi Bassi austriaci nel 1795. Furono riorganizzati in dipartimenti sul modello francese e integrati alla Francia. Venne sciolto anche il Principato vescovile di Liegi. Con il Trattato di Campoformido del 1797 l'Austria confermò la cessione dei Paesi Bassi meridionali. Fino all'instaurazione del consolato nel 1799 i cattolici venivano perseguitati dai francesi.
L'Università di Lovanio venne chiusa nel 1797, i sacerdoti venivano considerati come criminali e le chiese venivano saccheggiate. Durante l'iniziale dominazione francese l'economia belga si trovava paralizzata; fu proibito esportare dal porto di Anversa, dovevano essere pagate pesanti tasse in moneta d'oro e d'argento, mentre la merce francese doveva essere pagata con gli assegnati. Durante questo periodo circa 800.000 belgi fuggirono dai Paesi Bassi meridionali. L'occupazione francese portò a un'ulteriore soppressione della lingua olandese, compresa la sua abolizione come lingua amministrativa. Con il motto "una nazione, una lingua" il francese divenne l'unica lingua accettata nella vita pubblica e negli affari. Le successive misure del governo francese, tra cui la coscrizione obbligatoria nell'esercito francese, furono molto impopolari, in particolare presso la popolazione fiamminga, causando lo scoppio della Guerra dei contadini (Guerre des Paysans).
La dominazione francese durò fino al 1814. Proprio in Belgio, a Waterloo, ebbe luogo l'ultima campagna di Napoleone Bonaparte prima di venire esiliato nell'Isola di Sant'Elena. Dopo la sconfitta di Bonaparte le maggiori potenze dell'epoca si accordarono al Congresso di Vienna per riunire gli antichi Paesi Bassi austriaci con l'ex repubblica delle Province Unite, creando il Regno Unito dei Paesi Bassi, il quale serviva da stato cuscinetto a un'eventuale invasione francese. Il regno venne dato a un re protestante, Guglielmo d'Orange. Il Principato vescovile di Liegi venne definitivamente sciolto, entrando a far parte del Regno Unito dei Paesi Bassi.

## Indipendenza
Nell'agosto del 1830 scoppiò la rivoluzione. Aiutato dalle forze armate francesi, ma anche grazie al tacito appoggio della Gran Bretagna, il Belgio si trovò a lottare per la sua indipendenza contro gli olandesi. Un "vertice" diplomatico europeo convocato a Londra da Talleyrand dichiarò infine l'indipendenza del Belgio sotto la dinastia di Sassonia-Coburgo-Gotha. Le forze politiche che promossero l'indipendenza belga furono la Chiesa cattolica e i pensatori liberali. Sebbene la rivoluzione fosse iniziata con alcune rivendicazioni al Re dei Paesi Bassi, ben presto degenerò in lotta armata.
Le potenze europee temevano che il Belgio potesse diventare una repubblica oppure venisse annesso dalla Francia, così intervennero e trovarono in Leopoldo della Casa Sassonia-Coburgo la soluzione del problema. Il nuovo re si insediò nel luglio 1831. I Paesi Bassi lottarono ancora per almeno otto anni, ma alla fine riconobbero l'indipendenza belga con un trattato firmato nel 1839. Il Belgio diventò una monarchia costituzionale, ma con un suffragio molto ristretto che copriva soltanto l'1% della popolazione totale.

## Dall'indipendenza alla prima guerra mondiale
Uno dei problemi maggiori per il nuovo regno fu, fin dall'inizio, la questione linguistica. Il francese divenne lingua ufficiale del Belgio già dal 1830. La vita culturale del Belgio ottocentesco fu fortemente influenzata da quella francese. In risposta a questo fenomeno ci fu un crescente spirito di nazionalismo tra la popolazione fiamminga. L'obiettivo della parità linguistica fu raggiunto soltanto negli anni venti e trenta del Novecento. Bruxelles divenne bilingue.
La cultura vallone, dopo un lungo periodo di ristagno, visse a partire dalla fine dell'Ottocento una forte rinascita. Alcuni scrittori belgi francofoni di fama internazionale furono Maurice Maeterlinck, Michel de Ghelderode e Henri Michaux. L'Ispettore Maigret, personaggio di finzione, fu la creazione del belga Georges Simenon, ed anche la scrittrice britannica Agatha Christie scrisse di Hercule Poirot, fittizio investigatore belga protagonista di alcuni dei suoi racconti, caratterizzandolo con una spiccata pronuncia francese e da alcuni comportamenti caratteristici dei belgi. Nelle arti figurative, Émile Verhaeren fu uno dei fondatori del simbolismo e James Ensor fu un influente pittore espressionista; anche i pittori surrealisti Paul Delvaux e René Magritte furono molto acclamati a livello internazionale.
Nella Conferenza di Berlino del 1884-85 venne attribuita a Leopoldo II del Belgio la regione africana del Congo, chiamandola Stato Libero del Congo (poi conosciuta come Congo belga). Il Congo fu una sorta di possedimento personale di re Leopoldo, il quale fece installare diversi empori commerciali lungo il fiume Congo. Nel 1908 la sovranità del Congo venne trasferita al Regno del Belgio dopo una serie di considerevoli pressioni a seguito di numerose segnalazioni di abusi perpetrati contro la popolazione indigena.

## Tra la prima e la seconda guerra mondiale

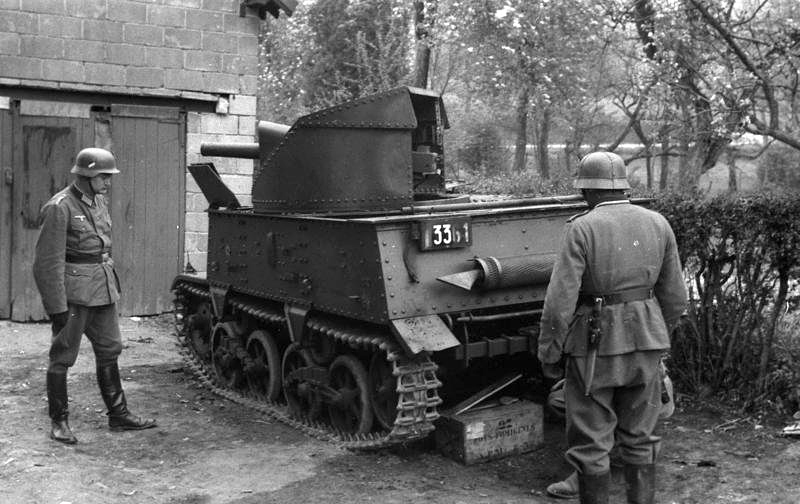
Soldati tedeschi analizzano un carro armato T13 B3 abbandonato dalle forze belghe, 1940

Subito dopo lo scoppio della prima guerra mondiale, l'Impero tedesco invase il Belgio per poter conquistare facilmente Parigi. L'esercito belga, seppur nettamente inferiore, riuscì a tenere testa a quello tedesco per circa un mese, permettendo agli alleati franco-britannici di riorganizzarsi e preparare la controffensiva della Marna. L'avanzata tedesca venne fermata ad Yser. Re Alberto I restò in Belgio, mentre il governo si rifugiò a Le Havre in Francia. Le Fiandre videro alcune tra le più grandi perdite di vite umane di tutto il conflitto tra cui le due battaglie di Ypres.
I papaveri che fiorivano nei campi di battaglia divennero il simbolo della vita umana persa in guerra. Il sentimento di identità fiammingo crebbe proprio in occasione di questi eventi. Le autorità tedesche intrapresero diverse misure per attirarsi le simpatie fiamminghe. Dopo quattro anni di guerra, il Belgio fu ridotto in macerie. Il re ritornò da Yser, il frammento di territorio che riusciva a controllare durante la guerra, acclamato dalla popolazione. Il governo invece rientrò in modo più silenzioso. Dopo la liberazione del novembre 1918 il Belgio venne percorso da un'ondata di violenze nei confronti di coloro che avevano collaborato con i tedeschi. Dopo la guerra la Lega delle Nazioni assegnò al Belgio le ex colonie tedesche del Ruanda e del Burundi.
Dopo un periodo di alleanza con la Francia, negli anni trenta il Belgio tornò alla neutralità. Nel 1939 scoppiò la seconda guerra mondiale; il governo belga annunciò la sua neutralità. L'invasione del Belgio da parte della Germania nazista, che faceva parte della più ampia battaglia di Francia, iniziò il 10 maggio 1940. Il Belgio venne sottomesso in sole due settimane. Il re si arrese e fu tenuto prigioniero dall'esercito occupante, mentre il governo andò in esilio, propugnando la causa degli Alleati. Il Belgio fu liberato dalle forze alleate negli ultimi mesi del 1944. Tra la fine del 1944 e il 1945 il Belgio fu teatro di aspre battaglie, tra cui l'offensiva delle Ardenne.

## Dopo la seconda guerra mondiale
Dopo la Seconda guerra mondiale sorse una discussione riguardante la condotta di re Leopoldo III durante il conflitto. Tale polemica, nota in Belgio come question royale, portò nel 1951 alla sua abdicazione in favore del figlio Baldovino in seguito al referendum del 1950. Tra il 1945 e il 1975, beneficiando degli aiuti statunitensi (Piano Marshall), il Belgio conobbe un'impressionante crescita economica, anche grazie all'immigrazione da Italia, Spagna, Portogallo e Turchia verso i bacini carboniferi della Vallonia. L'immigrazione di lavoratori italiani subì uno stop dopo il disastro di Marcinelle (1956), in cui morirono 262 minatori.
Il Belgio divenne inoltre uno dei membri fondatori dell'unione del Benelux (1948), della Comunità europea del carbone e dell'acciaio (1952), e con la firma del Trattato di Roma della Comunità economica europea (1957); nei decenni successivi le istituzioni UE si concentreranno a Bruxelles. Nel 1960, il Belgio concesse l'indipendenza al Congo-Kinshasa, oggi Repubblica Democratica del Congo.
Nel 1964 fu indetto uno sciopero dei medici per opporsi alla posizione assunta dal governo, che voleva l'instaurazione di un sistema di sanità pubblica (legge Leburton), cercando di costringerlo a cambiare idea. Lo sciopero durò dal 1º al 18 aprile. Il capo degli scioperanti fu il dott. André Wynen. La protesta ebbe ripercussioni internazionali, poiché durante lo sciopero ci furono diversi morti attribuibili alla mancanza di assistenza medica.
Negli anni sessanta iniziò la battaglia linguista da parte dei fiamminghi, maggioranza della popolazione belga, la quale culminò con una serie di atti amministrativi che riconoscevano i confini linguistici. Tra il 1970 e il 2001 il governo belga varò una serie di riforme che cambiarono profondamente l'assetto istituzionale dello stato: da stato unitario il Belgio si trasformò in stato federale. Nell'agosto del 1993, alla morte di re Baldovino, suo fratello minore divenne re dei Belgi con il nome di Alberto II. Tre anni più tardi, il Belgio fu scosso dall'arresto di Marc Dutroux, accusato di aver stuprato e assassinato sei ragazzine. Dutroux verrà poi condannato all'ergastolo nel 2004.
Nel 2002 l'euro rimpiazzò il franco belga come moneta corrente, mentre nel 2003 il Belgio si oppose insieme alla Francia e alla Germania all'intervento statunitense in Iraq. In quel medesimo anno, il Belgio è diventato il secondo stato al mondo, dopo i Paesi Bassi, a riconoscere i matrimoni tra le persone dello stesso sesso.
Nel periodo compreso tra il 13 giugno 2010 e il 6 dicembre 2011, in Belgio si verificò la più lunga crisi di governo al mondo, durata 541 giorni. L'impasse politico si risolse con la nomina a primo ministro del socialista vallone di origine italiane Elio Di Rupo. Il 21 luglio 2013, festa nazionale, il re Alberto II ha abdicato dopo oltre vent'anni di regno, permettendo a suo figlio Filippo di divenire il settimo re dei Belgi.